# Nesomyrmex wilda
Nesomyrmex wilda is een mierensoort uit de onderfamilie van de Myrmicinae. De wetenschappelijke naam van de soort is voor het eerst geldig gepubliceerd in 1943 door Smith, M.R.